# Volendam
Volendam es una pequeña ciudad portuaria de los Países Bajos perteneciente a la comuna de Edam-Volendam, al norte de Ámsterdam, en la provincia de Holanda Septentrional. 
Su población se sitúa en torno a los 22.000 habitantes. Volendam es una ciudad bastante turística, sus zonas más visitadas son el puerto y el casco antiguo.

## Historia

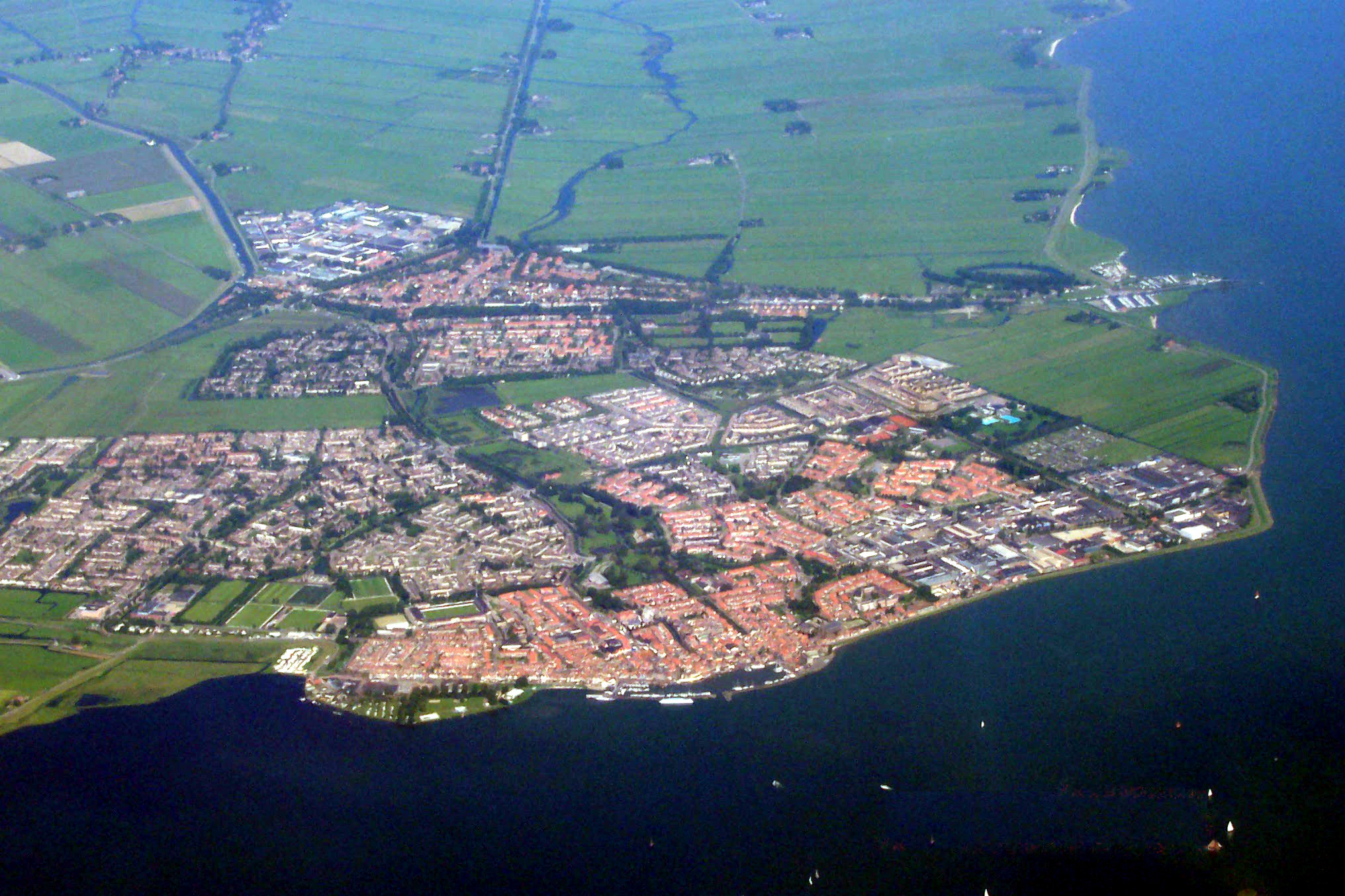
Ciudad de Volendam en la costa y Edam en el interior

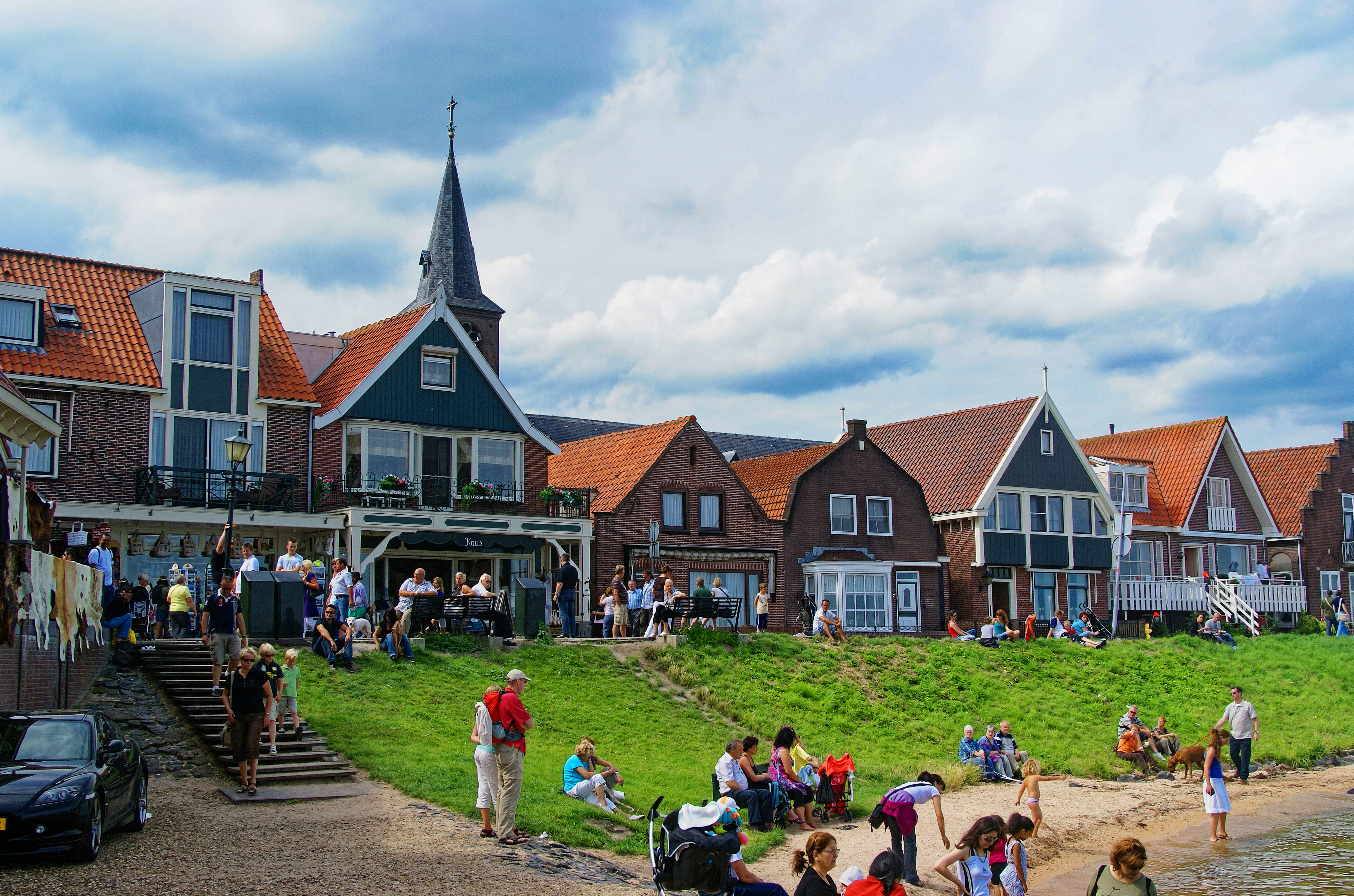
Típicas casas de Volendam

Originalmente, Volendam fue un pequeño puerto de Edam, situado en la desembocadura del río IJssel. En 1357, los habitantes de Edam construyeron un canal más corto hacia Zuider Zee y un nuevo puerto, por lo que el antiguo fue represado y utilizado para la recuperación de tierras. Los agricultores y los pescadores locales se asentaron allí, formando la nueva comunidad de Volendam, que literalmente significa algo así como "presa rellenada". La mayoría de la población son católicos y esta religión está profundamente ligada a la cultura del pueblo. Históricamente, muchos misioneros y obispos nacieron y se desarrollaron en Volendam. Se puede destacar la capilla de Nuestra Señora de las Aguas que se encuentra en un parque del pueblo y se debe a una aparición de la Virgen a Hille Kok.

## Turismo
Volendam es un destino turístico popular en los Países Bajos, conocida por sus viejos barcos de pesca y porque todavía algunos residentes usan la ropa tradicional. El traje de las mujeres de Volendam dispone de sombrero alto y es de los más conocidos entre los trajes tradicionales holandeses y con frecuencia aparece en tarjetas postales y carteles turísticos. Existe un ferry regular a Marken. También existe un pequeño museo sobre su historia y vestuario donde los visitantes pueden conseguir fotos vestidos con trajes tradicionales holandeses.

## Deportes
La ciudad acoge al club de fútbol FC Volendam, y desde la temporada 2024-25, formará parte de la segunda división neerlandesa, la Eerste Divisie, tras haber descendido. En el Kras Stadion disputa sus partidos de local y cuenta con aforo aproximado a los 7000 espectadores. 

## Nacidos en Volendam
- Gerrie Mühren (2 de febrero de 1946), futbolista.
- Jan Keizer (3 de abril de 1949), cantante.
- Sjaak Brinkkemper (1958), informático.
- Anny Schilder (14 de febrero de 1959), cantante.
- Carola Smit (1 de septiembre de 1963), cantante.
- Wim Jonk (12 de octubre de 1966), futbolista.
- Theo Zwarthoed (19 de noviembre de 1982), futbolista.
- Nick Schilder (6 de noviembre de 1983), cantante.
- Jack Tuyp (23 de agosto de 1983), futbolista.
- Simon Keizer (16 de mayo de 1984), cantante.
- Jan Smit (31 de diciembre de 1985), cantante.
- Cees Keizer (8 de enero de 1986), futbolista.